# Goleamo Ciocioveni, Sliven
Goleamo Ciocioveni (în bulgară Голямо Чочовени) este un sat în comuna Sliven, regiunea Sliven,  Bulgaria. 

## Demografie
Componența etnică a satului Goleamo Ciocioveni
     Bulgari (89,75%)
     Nicio identificare (5,42%)
     Altele (4,81%)
La recensământul din 2011, populația satului Goleamo Ciocioveni era de 166 locuitori. Din punct de vedere etnic, majoritatea locuitorilor (89,75%) erau bulgari. Pentru 5,42% din locuitori nu este cunoscută apartenența etnică.